# Cattaraugus
Cattaraugus és una població dels Estats Units a l'estat de Nova York. Segons el cens del 2000 tenia 1.075 habitants.

## Demografia
Segons el cens del 2000, Cattaraugus tenia 1.075 habitants, 437 habitatges, i 281 famílies. La densitat de població era de 370,6 habitants/km².
Dels 437 habitatges en un 34,8% hi vivien nens de menys de 18 anys, en un 49,2% hi vivien parelles casades, en un 10,5% dones solteres, i en un 35,5% no eren unitats familiars. En el 30,9% dels habitatges hi vivien persones soles el 14,6% de les quals corresponia a persones de 65 anys o més que vivien soles. El nombre mitjà de persones vivint en cada habitatge era de 2,44 i el nombre mitjà de persones que vivien en cada família era de 3,07.
Per edats la població es repartia de la següent manera: un 28% tenia menys de 18 anys, un 7,2% entre 18 i 24, un 25,8% entre 25 i 44, un 23,2% de 45 a 60 i un 15,9% 65 anys o més.
L'edat mediana era de 37 anys. Per cada 100 dones de 18 o més anys hi havia 91,1 homes.
La renda mediana per habitatge era de 30.664 $ i la renda mediana per família de 35.417 $. Els homes tenien una renda mediana de 27.434 $ mentre que les dones 19.833 $. La renda per capita de la població era de 16.605 $. Entorn del 7,4% de les famílies i l'11% de la població estaven per davall del llindar de pobresa.